# Cinquième circonscription de la préfecture de Kyoto
La cinquième circonscription de la préfecture de Kyoto (京都府第5区, Kyōto-fu dai-go-ku) est l'une des six circonscriptions législatives que compte la préfecture de Kyoto au Japon.

## Description géographique
Entre 1994 et 2013, la cinquième circonscription de la préfecture de Kyoto comprenait les villes de Fukuchiyama, Maizuru, Ayabe et Miyazu et les districts d'Amata, Kasa, Yosa, Naka (ja), Takeno (ja) et Kumano (ja).
Depuis 2013, elle regroupe les villes de Fukuchiyama, Maizuru, Ayabe, Miyazu et Kyōtango et le district de Yosa,.

## Députés
| Législature | Début de mandat | Fin de mandat | Député élu        | Parti politique | Parti politique |
| ----------- | --------------- | ------------- | ----------------- | --------------- | --------------- |
| 41e         | 1996            | 2000          | Sadakazu Tanigaki |                 | PLD             |
| 42e         | 2000            | 2003          | Sadakazu Tanigaki |                 | PLD             |
| 43e         | 2003            | 2005          | Sadakazu Tanigaki |                 | PLD             |
| 44e         | 2005            | 2009          | Sadakazu Tanigaki |                 | PLD             |
| 45e         | 2009            | 2012          | Sadakazu Tanigaki |                 | PLD             |
| 46e         | 2012            | 2014          | Sadakazu Tanigaki |                 | PLD             |
| 47e         | 2014            | 2017          | Sadakazu Tanigaki |                 | PLD             |
| 48e         | 2017            | 2021          | Tarō Honda (ja)   |                 | PLD             |
| 49e         | 2021            | 2024          | Tarō Honda (ja)   |                 | PLD             |
| 50e         | 2024            | -             | Tarō Honda (ja)   |                 | PLD             |